# Astrobiology Magazine
Astrobiology Magazine, ou Astrobiology Mag, est un magazine scientifique international en ligne, publié par la NASA, qui contient un contenu scientifique populaire, qui fait référence à des articles destinés au grand public sur des sujets scientifiques et techniques,  Le magazine a relaté les missions de la NASA et d'autres agences spatiales, ainsi que des nouvelles de recherches pertinentes menées par diverses institutions, universités et groupes à but non lucratif.  En outre, le magazine offrait un forum permettant aux chercheurs et au grand public de surveiller les progrès réalisés dans les domaines d’études associés à la science de l’astrobiologie.  Selon Phys.org, le magazine dispose de "vastes archives d'histoires couvrant un large éventail de sujets ... [et] couvre des sujets scientifiques et naturels en rapport avec l'espace, l'innovation et la biologie, en mettant l'accent sur l'existence, la détection et l'exploration. de la vie dans l'univers  ".  Le magazine a été créé par Helen Matsos, actuellement rédactrice en chef et productrice exécutive.  Sa publication a commencé en 1999 et a cessé en février 2019. 